# Habsburg Birodalom
A Habsburg Birodalom vagy Habsburg Monarchia (németül: Habsburgermonarchie vagy Habsburgerreich) megnevezés alatt a történelemtudomány azon európai államok összességét érti, amelyek a Habsburg-ház (később a Habsburg–Lotaringiai-ház) uralma alatt álltak a középkortól egészen 1918-ig. A Habsburg-család osztrák és spanyol ágának 16–17. századi elkülönülésének idejére vonatkozóan szokás külön Duna menti monarchiáról (németül: Donaumonarchie) beszélni. Az osztrák örökös tartományok 1806-ig a Német-római Birodalom kötelékébe tartoztak, Ausztriai körzet megnevezés alatt. 1815 és 1866 között a Német Szövetség tagja volt, mint annak hivatalos vezető hatalma.

## A kezdetek
A gazdag, de nem túlzottan nagy területi befolyással rendelkező grófi Habsburg família a nagy interregnum lezárásaként I. Rudolf személyében (uralkodott 1273–1291 között) a Német-római Birodalom trónjára emelkedett. A későbbi birodalom alapjait Rudolf vetette meg azzal, hogy a század közepén kihalt Babenbergek ausztriai (ostmarki) birtokait, amelyeket riválisa, II. Ottokár cseh király szerzett meg magának, annak 1278-as legyőzése után saját családjának adományozta.
Ezt követően hosszú ideig a több hercegségre bomló Ausztria vált a Habsburgok fészkévé, amelyen I. Albert német király 1298–1308 közti uralkodása nem sokat változtatott.

## A terjeszkedés
A helyzet 1437-ben változott meg jelentősen, amikor is Luxemburgi Zsigmond császár, aki egyben a Magyar Királyság és a Cseh Királyság királya is volt, V. Albert hercegre hagyta koronáit. Ettől kezdve 1740-ig Habsburgok – igaz, nem Albert utódai – viselték a német-római koronát. A kitűnő diplomáciai érzékkel megáldott III. Frigyes és I. Miksa dinasztikus politikájának köszönhetően Miksa unokája, V. Károly császár már Burgundia keleti fele, Németalföld és Spanyolország felett is rendelkezhetett.
A Magyar és Cseh Királyság sorsába a 15. század végén elvesztették beleszólásukat, ám II. Ulászló, a két ország közös királya 1505-ös házassági szerződése révén mindkét trónt örökölhették 1526-ban. V. Károly öccse, Ferdinánd a magyar II. Lajos nővérét, Jagelló Annát vette feleségül, míg Lajos a Habsburg herceg testvérével, Habsburg Máriával házasodott össze. A mohácsi csata eredményeképpen a gyermektelen Lajos örökébe Ferdinánd lépett – igaz, Szapolyai János fellépésének, az Oszmán Birodalom hódításának és az Erdélyi Fejedelemség kialakulásának köszönhetően egészen a 18. századig csak Magyarország egyes nyugati és északi területei voltak gyakorlatilag Habsburg igazgatás alatt.

## A két ág szétválása
V. Károly egyszerre volt spanyol király (ezzel együtt szicíliai és nápolyi uralkodó) és német-római császár, míg öccse a cseh és magyar állam koronáját viselte. Spanyolország ekkoriban Európa leggazdagabb országa volt, köszönhetően a nagy földrajzi felfedezéseknek, illetve Közép- és Dél-Amerika gyarmatosításának. Azonban ez a félelmetes harapófogó sem törte meg Károly legkeményebb ellenfelének, Franciaországnak az erejét, aki ráadásul a reformáció nyomán kibontakozott vallásháborúkkal is kénytelen volt megbirkózni. A csatározásokba belefáradt császár 1556-ban minden trónjáról lemondott. Spanyolországot és a hozzá járó Németalföldet fiára, II. Fülöpre hagyta, míg a császárságot a keleti ügyeket eddig is irányító Ferdinánd kapta meg; mindketten örökölték Károly feltétlen katolicizmusát, amit – különböző mértékben bár, de – mindkét ág igyekezett győzelemre juttatni.

### A spanyol Habsburgok
Az abszolutisztikus módon regnáló II. Fülöp és utódai a korabeli világ leghatalmasabb birodalmát irányították, főleg azután, hogy 1580 és 1640 között Portugália is az irányításuk alatt állt, így annak amerikai, afrikai, indiai, kínai és más ázsiai telepei is őket gazdagították. A hatalmas flotta és a beáramló nemesfém azonban nem volt elegendő a nagyhatalmi pozíciók megtartásához. Németalföld protestáns északi része még a 16. század végén kivívta függetlenségét Hollandia néven a „legkatolikusabb” II. Fülöptől, és sikeresen bekapcsolódott a tengeri kereskedelembe. Szintén komoly rivális volt a protestantizmus ügyét felkaroló Anglia, amelynek flottája 1588-ban vereséget mért a Győzhetetlen Armadára. A franciaországi beavatkozás, Párizs elfoglalása sem akadályozta meg IV. Henrik trónra jutását.
Spanyolország 17. századi története a lassú visszaszorulás jeleit mutatja politikai téren, ráadásul a gyarmatok kiuzsorázása és az onnan beszerzett rengeteg arany és ezüst az otthoni gazdasági viszonyok eltorzulásához vezetett. III. Fülöpöt (1598–1621) kegyencei irányították, hasonlóan a barokk virágkorában uralkodó IV. Fülöphöz (1621–1665), aki az osztrák Habsburgokat támogatta a harmincéves háborúban, 1640-ben pedig elvesztette Portugáliát. Utóda, II. Károly teljesen alkalmatlan volt az uralkodásra: vélhetően a család belterjességének köszönhetően gyengeelméjű, beteges és nemzésképtelen volt. 1700-ban bekövetkezett halála vezetett a spanyol örökösödési háború kirobbanásához.

### A dunai Habsburg Birodalom
Már I. Ferdinánd osztrák főherceg (1556-tól német-római császár) keresztülvitte a Habsburg Birodalom hadügyi és pénzügyi rendszerének központosítását az Udvari Haditanács, az Udvari Kamara, az Udvari Kancellária és a Titkos Tanács felállításával.

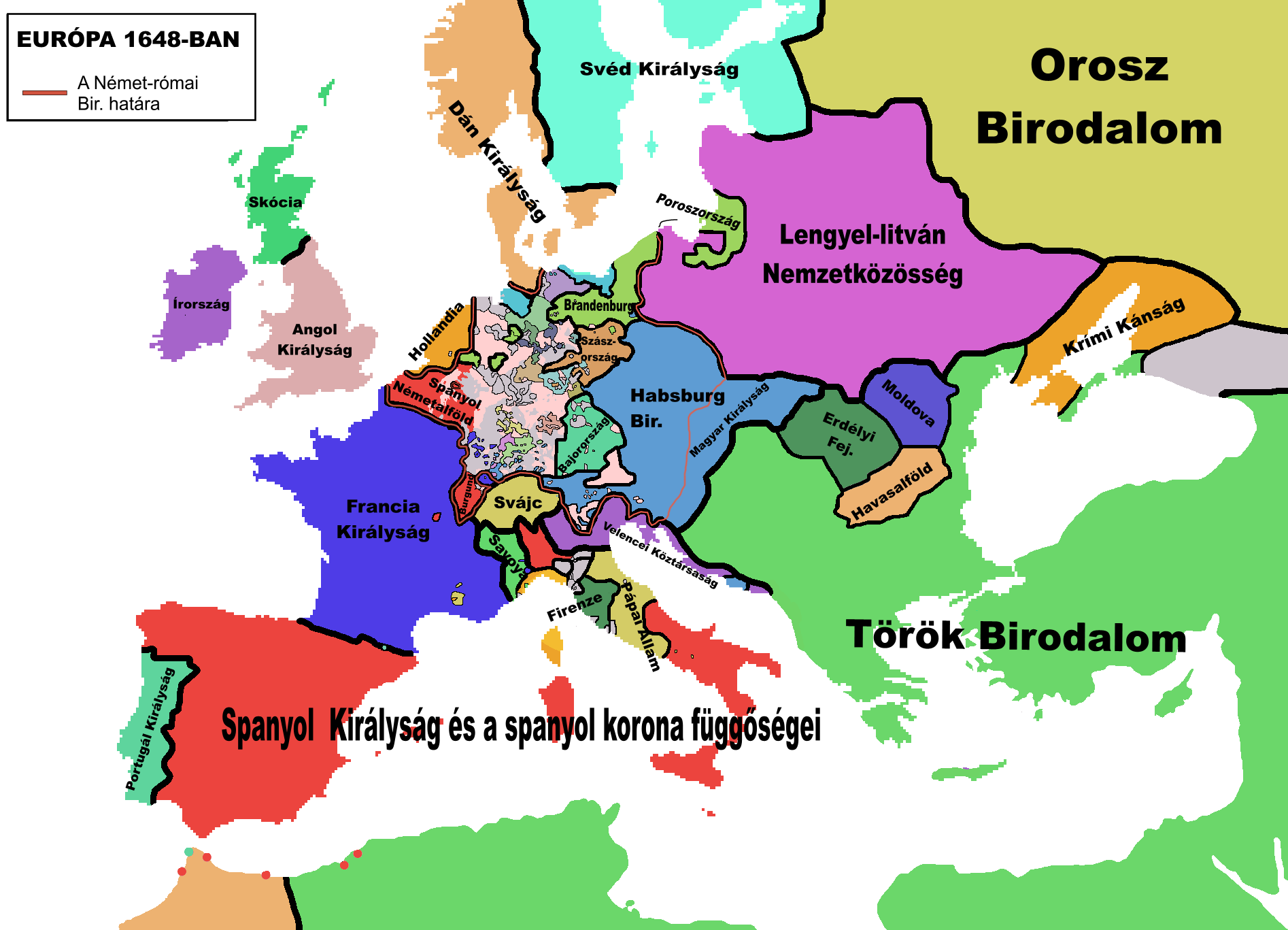
Európa 1648-ban. (A dunai Habsburg Birodalom világoskék, a spanyol piros színnel jelölve.)

Mivel a Német-római Birodalom széttagoltságát lehetetlen volt megszüntetni, a Habsburgok inkább koronájuk más államait igyekeztek centralizált abszolutizmusuk alá vetni. Ennek első állomása Ausztria volt, majd a harmincéves háború keretében a cseh rendiséget is sikerült mind elméletileg, mind gyakorlatilag lefejezni, Csehországot pedig Habsburg örökös tartománnyá tenni.
Ezután a magyar nemesség rendi jogait próbálták meg felszámolni. Először a mélyen hívő katolikus Rudolf próbálkozott vallási irányból csorbítani ezeket a jogokat, sikertelenül. A magyar rendiség felszámolására azonban később sem kerülhetett sor, aminek biztosítéka egyfelől az Erdélyi Fejedelemség, másfelől a török fenyegetés volt. Ráadásul a nyugati szomszédaik ellen is rendszeresen háborút viselő uralkodók, a harmincéves háborúban részt vevő II. Ferdinánd és III. Ferdinánd, majd a franciák ellen harcoló I. Lipót császár nem engedhették meg maguknak, hogy egy országuk folyton lázadozzon a hátukban (lásd Bocskai-szabadságharc, Wesselényi-összeesküvés, Thököly-felkelés) és a belső háború végleg meggyengítse a birodalmukat. Ezért a magyar rendiség felszámolására tett kísérleteik elbuktak. A 17. század végén megtörtént a török kiűzése Magyarországról, de ezt a „felszabadítást” a Habsburg és a német birodalmi haderők végezték, igen csekély magyar részvétellel, így a Habsburgok Magyarországot „új szerzeményként” betagolták a birodalmukba. Csak a Rákóczi-szabadságharcot követő egyezményekben sikerült biztosítani a magyar rendi jogok helyreállítását.

## A Nyugat elvesztése
A spanyol örökösödési háború II. Károlynak, a Habsburg-házból való utolsó spanyol királynak halála (1700) után azért robbant ki, mert Károly a Bourbon-házból való Fülöp francia királyi hercegre, XIV. Lajos francia király unokájára hagyta trónját. Ebbe a Habsburgok osztrák ága – velük a Német-római Birodalom – nem nyugodhatott bele. Spanyolország és Franciaország egyazon dinasztia uralkodása alá került volna, az így kialakuló veszedelmes hatalmi koncentrációt Anglia ellenezte. A trónra I. József német-római császár öccsét, Károly főherceget szemelték ki, így ismét két uralkodó Habsburg-ág alakulhatott volna ki. József császár azonban még a háború befejezése előtt meghalt. Gyermektelen lévén, a német-római császári trónt öccse foglalta el, VI. Károly néven. Ezzel egyesülhetett volna a két Habsburg-birodalom, ami szintén nem állt a nagyhatalmak érdekében. A háború lezárulása után a Habsburg-család végleg elveszítette spanyol, szicíliai és nápolyi birtokait, ezekből csak Dél-Németalföldet (lényegében a mai Belgium területét) tarthatta meg.

## A birodalom intézményesülése

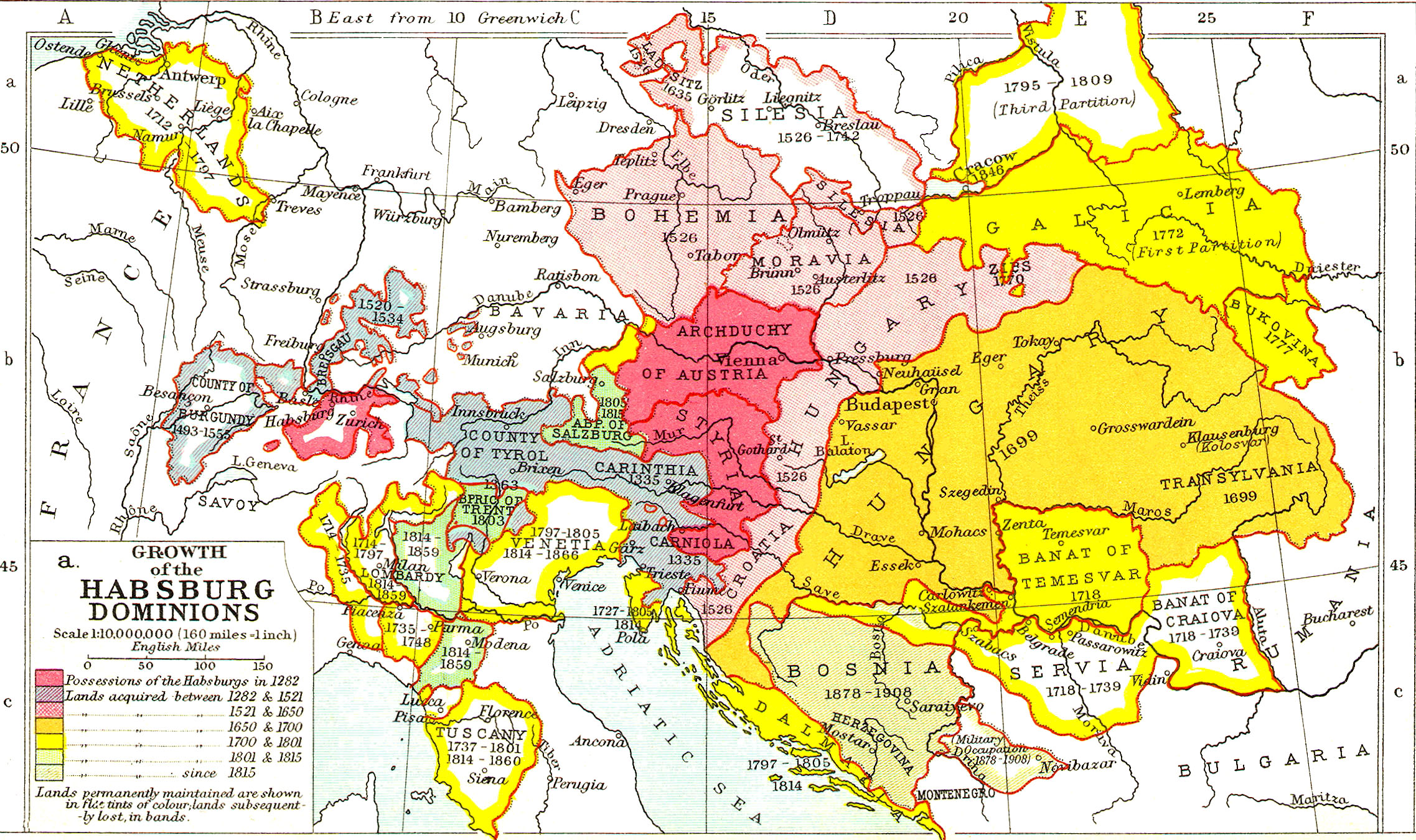
A Habsburg Birodalom növekedése

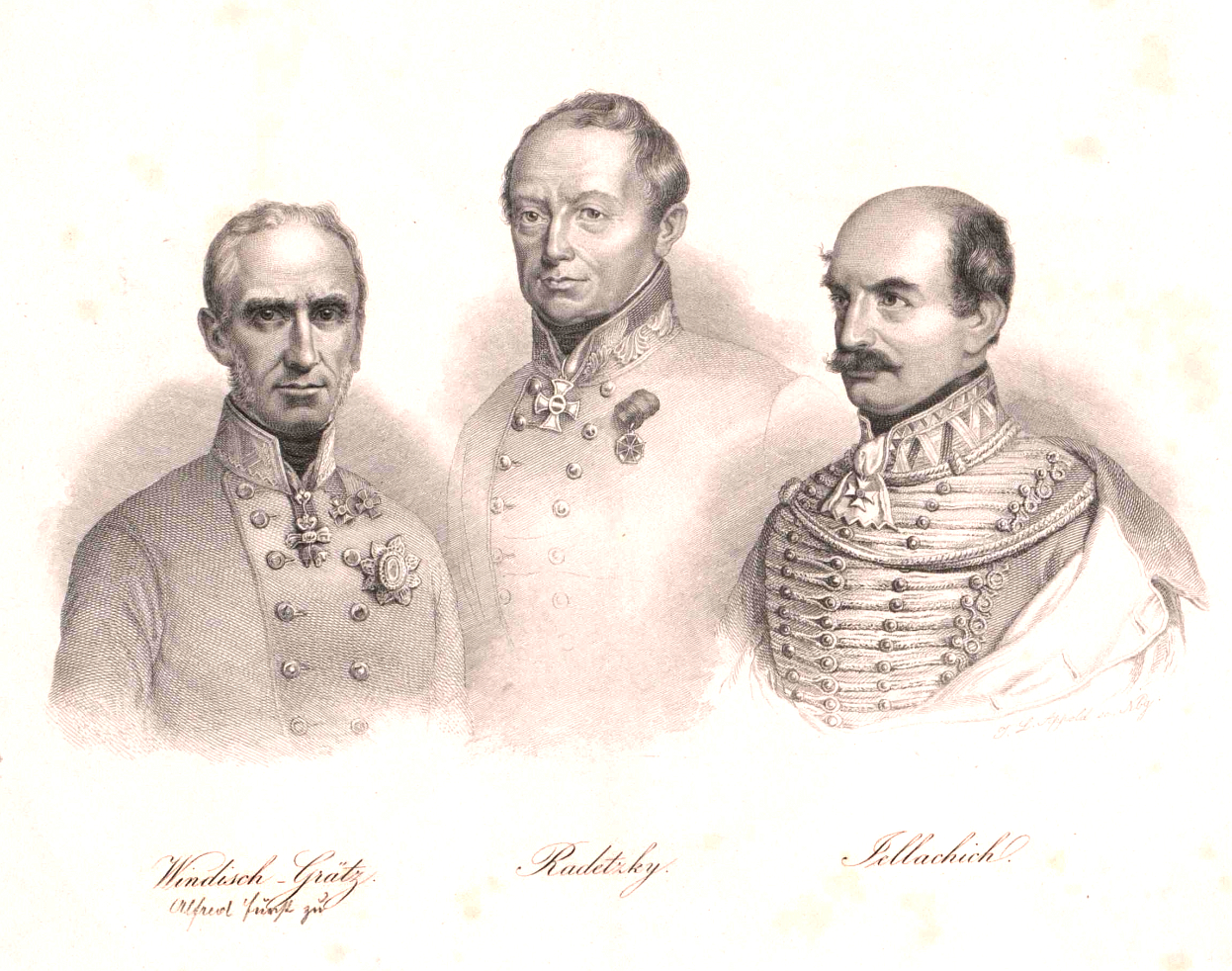
A Habsburg Birodalom hadvezérei 1848-ban: Alfred Candidus Ferdinand zu Windisch-Grätz tábornagy az Itálián kívüli császári haderő főparancsnoka, Joseph Wenzel Radetzky tábornagy és Josip Jelačić táborszernagy

A 18. század a család megújulását hozta. 1740-ben ugyanis VI. Károly császár (III. Károly néven magyar király) csak női örököst hagyott maga után, Mária Teréziát. Magyar királynő lett, de nem viselhette a német-római császári koronát, és számos ellenfele más országainak trónjait is elvitatta tőle. Az osztrák örökösödési háború és a hétéves háború a biztos hátországnak köszönhetően csak kisebb területi veszteségekkel járt (igaz, a poroszok által elfoglalt Szilézia a leggazdagabb és legfejlettebb tartomány volt a birodalomban), és 1765-ben II. Józseffel a Habsburg–Lotaringiai-ház tagja került a német-római császári trónra. Mária Terézia és még inkább II. József a felvilágosult abszolutizmus jegyében kívánt politizálni, amely ez utóbbi uralkodása idején komoly konfliktusokhoz vezetett a rendi előjogait féltékenyen őrző Magyarországon. A 18. században újabb örökös tartományok kerültek a Habsburgok kezébe Lengyelország felosztásának köszönhetően: Galícia és Bukovina.
A napóleoni háborúk hozadékaként a régóta csak névleges egységet jelentő Német-római Birodalom 1806-ban megszűnt létezni, viszont 1804-ben az örökös tartományok (Erbländer) az Osztrák Császárságban egyesültek (1804-ben II. Ferenc német-római császár létrehozta az örökletes Ausztriai-házat, és I. Ferenc néven felvette az Ausztria császára címet). A Habsburg Birodalom így két nagy egységre redukálódott: az Osztrák Császárságra és a Magyar Királyságra. A császárok és királyok igyekeztek a Német Szövetségen belül domináns szerepet játszani, 1815 és 1866 között ez többé-kevésbé sikerült, ezen időszakban az Osztrák Császárságot hivatalosan a Német Szövetség vezető hatalmának (Präsidialmacht) ismerték el a tagállamok. Németország egyesítésének feladatát azonban Poroszország végezhette el, miután az 1866-os a porosz–osztrák háborúban győzelmet aratott, ennek hatására a Habsburg Birodalom kiszorult a Poroszország dominálta Németországból, I. Vilmos porosz király létrehozta az Északnémet Szövetséget, mint az egység előszobáját. I. Ferenc József Franciaországot sem tudta támogatni az 1870–71-es porosz–francia háborúban, így létrejöhetett az egységes Német Császárság, mely hamarosan a Habsburg Monarchia legfontosabb szövetségesévé vált.
Magyarországon I. Ferenc és V. Ferdinánd király uralkodása idején az udvar abszolutisztikus törekvései komoly ellenállást váltottak ki, amely végül az 1848–49-es forradalomba és szabadságharcba torkollott. Ezt csak orosz segítséggel sikerült leverni, ám a külpolitikai kudarcok, az 1866-os háborús vereség és az állam működését bénító belső ellenállás miatt visszaállították az ideiglenesen az Osztrák Császárságba olvasztott Magyar Királyság alkotmányos státuszát, és 1867-ben a kiegyezés keretében intézményesítették a két birodalomfél perszonáluniónál szorosabb kapcsolatát: megszületett az Osztrák–Magyar Monarchia.

## A Habsburgok birodalmának szétesése

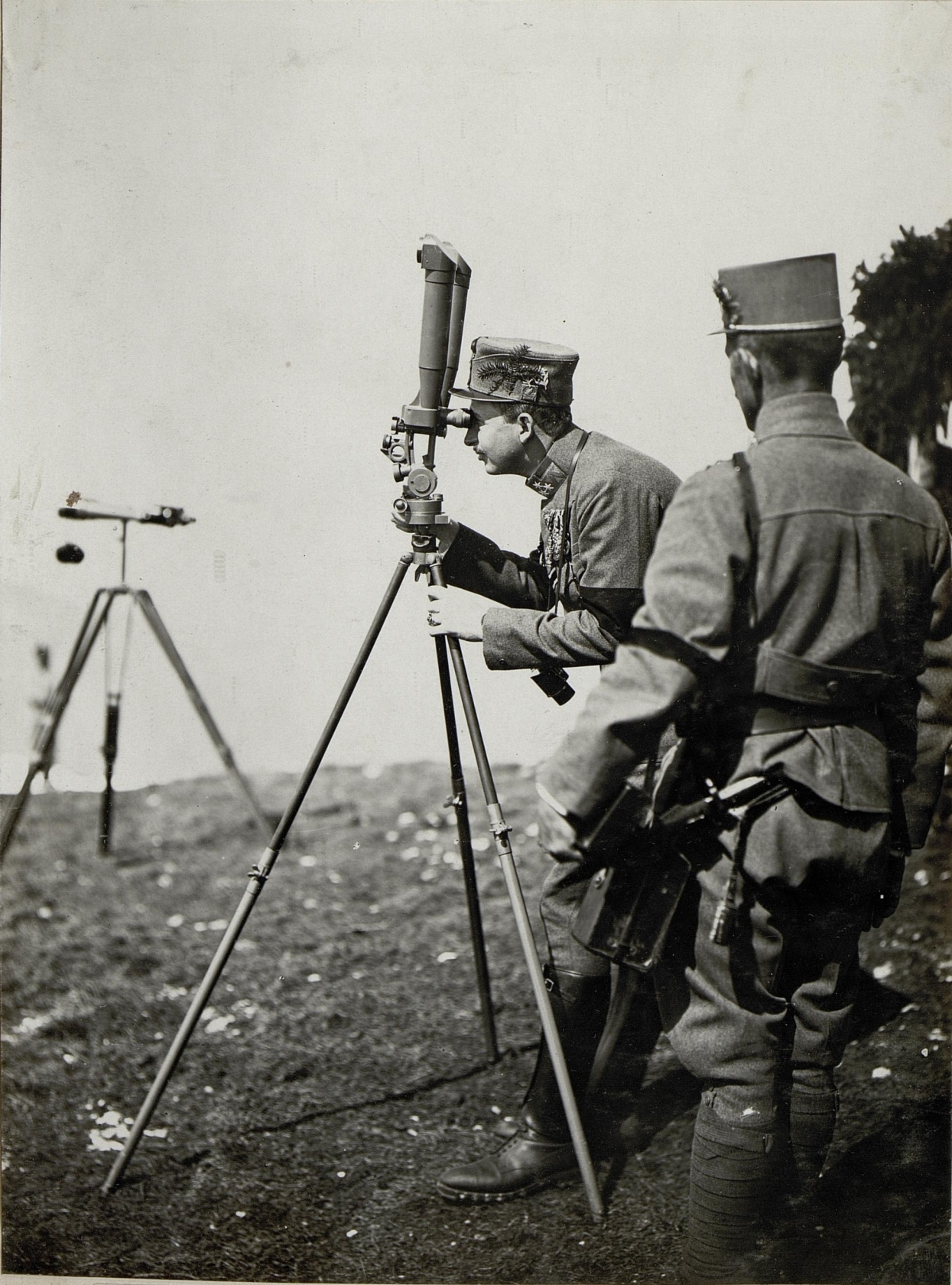
I. Károly császár távcsövön figyeli a harcolókat a Dolomitokban (1917)

A dualista berendezkedésű Osztrák–Magyar Monarchia gyors polgári társadalmi és gazdasági fejlődésen esett át rövid története során, azonban mindinkább fokozódtak belső, elsősorban nemzetiségi, másodsorban társadalmi jellegű ellentétei, melyeket csak fokozott, amikor a Monarchia 1878-ban okkupálta, 1908-ban pedig annektálta Boszniát. Ezek végül az államalakulat felbomlásához vezettek. A megfelelő alkalom a 20. században érkezett el.
A Habsburgok az első világháborúban veszítették el koronáikat: 1918. november 12-én Ausztria köztársasággá vált, törvényben mondták ki az uralkodóház trónfosztását. November 16-án pedig Magyarország követte Ausztria példáját. Az önállósodott Csehszlovákiában, valamint a Lengyelországhoz, Romániához és Szerb–Horvát–Szlovén Királysághoz csatolt területeken értelemszerűen nem tartottak igényt a nemzeti propaganda által rossz emlékűnek minősített osztrák uralkodókra. I. Károly császár (IV. Károly néven magyar király) még megpróbálta visszaszerezni magyar trónját (első és második királypuccs), ám sikertelenül. A király nélküli Magyar Királyság 1920-ban véglegesen is kimondta a Habsburg–Lotaringiai-ház trónfosztását.